# Heterochelus obfuscatus
Heterochelus obfuscatus är en skalbaggsart som beskrevs av Dombrow 2001. Heterochelus obfuscatus ingår i släktet Heterochelus och familjen Melolonthidae. Inga underarter finns listade i Catalogue of Life.